# Bridgeport (Kalifornien)
Bridgeport ist ein census-designated place (CDP) und zudem der County Seat des Mono County im US-Bundesstaat Kalifornien mit 553 Einwohnern (Stand: 2020). Der Ort liegt auf 1970 Metern Höhe östlich der Sierra Nevada am U.S.-Highway US-395.
Bridgeport liegt am Westrand des Großen Beckens am Ostarm des Walker Rivers, der hier seit 1923 zum Bridgeport Reservoir aufgestaut wird. Der Ort lebt überwiegend vom Tourismus, insbesondere dem Angelsport am Walker River und anderen Bächen und Seen. Ein weiterer touristischer Anziehungspunkt ist die nahe gelegene Geisterstadt Bodie.
In Bridgeport liegt die Eastern Sierra Academy, eine kleine private preparatory school mit nur 25 Schülern, die vom High School Ranking des Magazins Newsweek mehrfach herausragende Qualität bescheinigt bekam.
Bridgeport fungierte als Setting für den bekannten Film noir Goldenes Gift (1947) mit Robert Mitchum und Kirk Douglas.
Bei Bridgeport befindet sich auch das Mountain Warfare Training Center der Marines.